# Homoanarta carneola
Homoanarta carneola är en fjärilsart som beskrevs av Smith 1891. Homoanarta carneola ingår i släktet Homoanarta och familjen nattflyn. Inga underarter finns listade i Catalogue of Life.